# Argo (galeon)
 For alternative betydninger, se Argo. (Se også artikler, som begynder med Argo)
Argo var en dansk-norsk galeon som var det første hovedskib under bygning i 20 år, og Christian IVs første storskib ved leverancen i 1601. Det var sandsynligvis det første danske skib som havde fået en konstruktionstegning udarbejdet før bygningen. Denne konstruktionstegning, som er bevaret til nutiden, var udarbejdet af den skotske skibsbygger David Balfour, som kom til København i 1597. Til trods for sin alder blev han kongens mest kendte skibsbygmester, han var bare 25 år gammel da arbejdet på Argo begyndte. Argo fik en lang karriere som kongens skib, blandt andet som flagskib for den dansk-norske admiral som ledede hovedflåden under Kalmarkrigen mod svenskerne i 1611-1612. Det blev hugget op i 1635, men da var der søsat flere skibe med det ældre skib som forbillede, og en ny generation artilleriskibe havde overtaget ledelsen i orlogsskibsbyggeriet.

## Christian IV og hans skotske bygmester
David Balfour, som da bare var 23 år gammel, drog til København hvor han blev hyret som skibsbygger på det kongelige værft på Bremerholm af den unge konge, som også var oplært i skibsbygging. Forholdet mellem kongen og bygmesteren blev meget nært og undertiden meget anstrengt, som da Balfour blev sat i fængsel på Dragsholm i 1612. Men i årene fra 1597 til 1624 var han kendt som en dygtig skibsbygger som havde sørget for bygning af meget gode fartøjer for kongen, som forblev den vigtigste kunde for Balfours private værft på Christianshavn frem til hans død i 1634. Mindst 20 skibe blev leveret til kongen, som med i købet fik Balfours stedsøn Daniel Sinclair som skibsbygmester allerede i 1617. De to skotske skibsbygmestre leverede et stort antal orlogsskibe til den dansk-norske orlogsflåde mellem 1597 og 1636.
Fra Flådens Arkiv før 1655 som nu er en del af Rigsarkivet i København, blev et omfattende kildemateriale opdaget og dokumenteret, blandt andet af marinehistorikeren Niels Probst som kortlagde flådens virksomhed og orlogsskibsbyggeriet i Christian IVs regeringstid. Probst granskede også oplysninger i det svenske rigsarkiv som blandt andet rummede dokumentation om det dansk-norske orlogsskibsbyggeri fra Gustav II Adolfs regeringstid. Udgiftsposter, bestik, beskrivelser af tømmeret til bygning og konstruktionstegninger blev fundet under dette arbejde, deriblandt verdens ældste skibskonstruktionstegning som er blevet identificeret; Argo fra 1598.
Under bygningen af Argo var to forskellige konstruktionsmetoder eller byggeprincipper for orlogsskibet i brug, "den hollandske manér", som af og til betegnes som "den kontinentale metode", og "den engelske manér". De hollandske skibsbyggere i Skandinavien tog udgangspunkt i klampbygning, som er "bund-baseret", eftersom bygningen begyndte med en skalkonstruktion ved brug af klamper som holdt sammen på bundplankerne. Skibsbyggeren kunne udforme skibet uden at bruge en tegning eller avancerede videnskabelige beregninger før spanterne blev rejst. Men Balfour, som kom fra Skotland, var en bygmester i "den engelske manér" med brug af spanter som formgivende element for skibsbygningen. Denne konstruktionsmetode hed også skeletkonstruktion, dvs. hvad der betegnes som kravelbygning. Den engelske kravelteknik kaldes "whole moulding"-metoden, ved brug af cirkelslag med varierende radius som bestemte formen på "mesterspanter", afrettet med centre fra stævn til stævn.
Christian IV tog begge konstruktionsmetoder i brug for det dansk-norske orlogsskibsbyggeri, men de to skotske bygmestre havde efterladt sig dokumentation som viser at man havde brugt "whole moulding"-metoden på deres skibe, deriblandt "Argo", som vist på konstruktionstegningen. Christian IV var bare otte år gammel da hans far Frederik II konstruerede et orlogsskib på egen hånd, Gideon, som nu eksisterer som et vrag i Helsingør. Undersøgelserne af vraget viser at skibet kan have være klampbygget efter den hollandske manér. Bygningen af Argo kan have været en undtagelse fra reglen da Balfour begyndte arbejdet på det nye storskib.

## Argo
Oplysninger om hvornår kølstrækningen eller søsættelsen foregik kendes ikke, men kongen var gået om bord på det nye hovedskib for jomfruturen i 1601. Probst fandt to regnskaber over forbrug af tømmer til bygningen dateret til 24. december 1598, tømmeret blev hentet fra Sølvesborg i Blekinge og Haderslev til værftet i København. Sammen med konstruktionstegningen som tidligere var fejlagtigt identificeret som Sanct Sophia (leveret i 1627), blev det muligt at rekonstruere konstruktionen af skibet. Bundstokkene for Argo er opgivet i længder på 13 til 14 alen eller 7,2 til 7,8 meter, det enkelte spant bestod af to lag, hvert med fem stykker tømmer som var sat sammen. Det viser at man endnu havde krumvoksede træer i mængder i slutningen af 1500-tallet. Mangel på krumtømmer førte senere til flere lagdelte spanter. Argo havde 55 spanter, hvoraf 18 "mesterspanter" som blev rejst på kølen.
Konstruktionstegningen af Argo fra 1598 som man først troede var af det dansk-norske storskib Sanct Sophia, viser en stor todækker med to gennemgående kanondæk. Det nedre kanondæk havde tyve kanonporte (ti på hver skibsside), mens det øvre kanondæk havde atten mindre kanonporte (ni på hver skibsside) og et vejrdæk med seks skydeskår for mindre skyts på bakken og agterdækket. Det kunne have 50 kanoner på begge skibssider samt fire kanoner forude på bakken, da konstruktionstegningen viser 38 firkantede kanonporte og 16 cirkulære skydeskår. Det er muligt at rekonstruere skibets dimensioner på grundlag af regnskaberne og konstruktionstegningen. Probsts rekonstruktion sammen med en målestok på sjællandsk fod (0,316 m/316,28 mm) viser en længde fra stævn til stævn på cirka 120 fod (cirka 38 meter) og en bredde på 35 fod (cirka 11,06 meter) samt en dybgang på 14 fod (cirka 4,40 meter). Skroget over vandlinjen til skansen skulle være 36 fod højt (11,3 meter).
Argo blev efter søsætningen taget i brug som model for fremtidige hovedskibe med flere kanondæk, blandt andet da en kontrakt om bygning af et nyt skib omtrent på samme størrelse blev indgået med Balfour. Bygningen skulle ske efter Argos konstruktionstegning, men efter kølstrækningen blev det besluttet at det nye hovedskib skulle forstørres under bygningen i Flensborg. Under søsætningen den 8. januar 1604 blev Argos tiltænkte søsterskip døbt Tre Kroner, en tredækker på 2100 ton. Den oprindelige kontrakt kan være blevet overført til bygningen af Recompens i 1610-1612. Men dette skib forliste undervejs til København, og Christian IV, som var rasende over tabet, fik Balfour kastet i fængsel. Derefter overtog David Sinclair ansvaret for bygning af nyere hovedskibe, som todækkeren Patientia søsat om sommeren 1616.
Christian IV rejste til Norge for anden gang i året 1602, denne gang med Argo, som var ombygget til et "livsskib" med badekar akkurat som på Victor søsat i 1598, som dette året blev brugt som armeret handelsfartøj. Det var også med på kongens Englandstur i 1606, sammen med Tre Kroner og Victor. Mogens Ulfeldt var viceadmiral ombord på Argo under togtet til England. Det blev tildelt Mogens Ulfeldt som flagskib for den dansk-norske flåde ved Kalmarkrigens udbrud i april 1611. Til trods for flere træfninger med den svenske flåde kom det ikke til et større søslag mellem Danmark-Norge og Sverige. Etter krigens afslutning blev Argo udrustet flere gange, blandt andet i 1628 da Danmark var under trussel fra den katolske liga. I dette år havde skibet proviant for 400 mand.
Argo blev hugget op i 1635 efter at have gjort tjeneste siden 1601 - en ny generation af krigsskibe havde taget over, og både hovedskibe og mellemskibe havde fået to gennemgående kanondæk med bedre bestykning end tidligere. Men efter at have forsøgt at reparere Recompens i flere år, kom Christian IV ikke til at bygge mer en tre hovedskibe med et deplacement på over tusind ton frem til 1645.